# Редеєшть
Редеєшть, Редеєшті (рум. Rădăești) — село у повіті Васлуй в Румунії. Входить до складу комуни Богденіца.
Село розташоване на відстані 251 км на північний схід від Бухареста, 26 км на південь від Васлуя, 83 км на південь від Ясс, 112 км на північ від Галаца.

## Населення
За даними перепису населення 2002 року у селі проживали 125 осіб, усі — румуни. Усі жителі села рідною мовою назвали румунську.